# 四川杜鹃
四川杜鹃（学名：Rhododendron sutchuenense），为杜鹃花科杜鹃花属下的一个植物种。